# Schweizer Heimatschutz
Der Schweizer Heimatschutz (SHS) ist die grösste Schweizer Non-Profit-Organisation im Bereich Baukultur. Er wurde 1905 als Schweizerische Vereinigung für Heimatschutz gegründet und umfasst heute rund 27'000 Mitglieder. Der SHS ist die Dachorganisation von 25 Kantonalsektionen. Aktueller Präsident ist der emeritierte Strafrechtsprofessor Martin Killias.

## Zweck und Aktivitäten
Der SHS setzt sich vor allem dafür ein, dass Baudenkmäler der Schweiz verschiedener Epochen vor dem Abbruch bewahrt werden – und zwar nicht als Museen, sondern weiterhin im lebendigen Alltag genutzt. In der Raum- und Landschaftsplanung engagiert sich der SHS für den Erhalt historischer Ortsbilder und der traditionellen Kulturlandschaft. Ein Hauptziel ist dabei ein haushälterischer Umgang mit dem Boden. Daraus ergeben sich Gemeinsamkeiten mit anderen Organisationen im Bereich Natur-, Umwelt- und Klimaschutz, beim Thema «Erneuerbare Energien» zuweilen auch Gegensätze.
Der SHS informiert die Bevölkerung mit seinen Publikationen über die Schätze der Schweizer Baukultur und versucht, als Lobbyorganisation politische Prozesse im Zusammenhang mit seinen Zielen zu beeinflussen. Er setzt sich für die Einhaltung und die Weiterentwicklung der Gesetzgebung ein. Mit einer kompetenten Bauberatung und durch öffentliche Stellungnahmen fördert er gute architektonische Lösungen bei Renovationen, Um- und Neubauten. Im Juni 2021 hat der SHS zusammen mit anderen Akteuren eine «Klimaoffensive Baukultur» lanciert, die Klimaschutz, Biodiversität und Baukultur verbinden soll.

## Vergebene Auszeichnungen
- Der Wakkerpreis ist ein durch den Schweizer Heimatschutz (SHS) verliehener Preis, mit dem politische Gemeinden in der Schweiz für beispielhaften Ortsbildschutz ausgezeichnet werden.
- Der Schulthess Gartenpreis steht unter der Schirmherrschaft des Schweizer Heimatschutzes und wurde 1998 erstmals verliehen. Er ist nach den Stiftern Georg und Marianne von Schulthess-Schweizer benannt. Mit dem Schulthess Gartenpreis werden jährlich besondere Leistungen im Bereich Gartenbau, Grün- und Parkanlagen und in der Erhaltung historisch wertvoller Grünanlagen ausgezeichnet.
- Der Heimatschutzpreis wird für besondere Leistungen im Bereich Baukultur an private Organisationen vergeben.

## Rote Liste

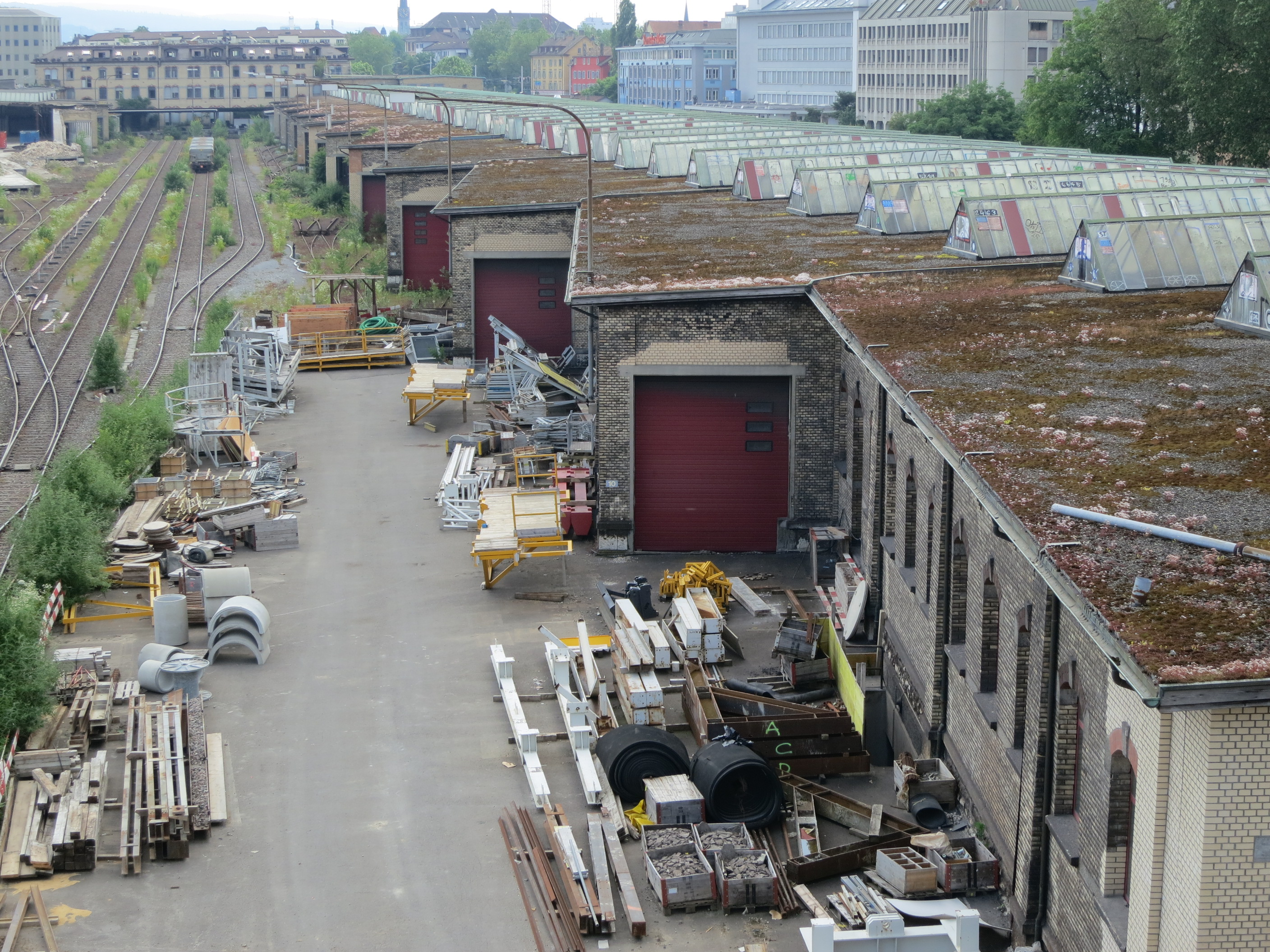
Zürcher Güterbahnhof SBB von 1897: 2014 grösstenteils abgerissen

Mit der Roten Liste will der Heimatschutz auf Gebäude von architektonischem oder historischem Wert aufmerksam machen, die infolge schlechten Unterhalts oder falscher Nutzung langsam zerfallen oder die vom Abbruch bedroht sind. In dem nach Kantonen gegliederten Internetverzeichnis werden die gefährdeten Bauten und ihre Geschichte beschrieben und ihre heutige Situation dargestellt. Damit will der Heimatschutz Interessierte, Investoren und Besitzer zur Rettung der Gebäude zusammenführen.

## Schoggitaler
Mit dem Verkauf des Schoggitalers (Schokoladenmünze in goldfarbener Aluhülle) unterstützt der SHS wegweisende Projekte im Natur- und Heimatschutz. Der Schoggitaler wird seit 1946 von Schulklassen in der ganzen Schweiz verkauft; Im Jahr 2019 zum Thema Insektensterben.

## Stiftung Ferien im Baudenkmal

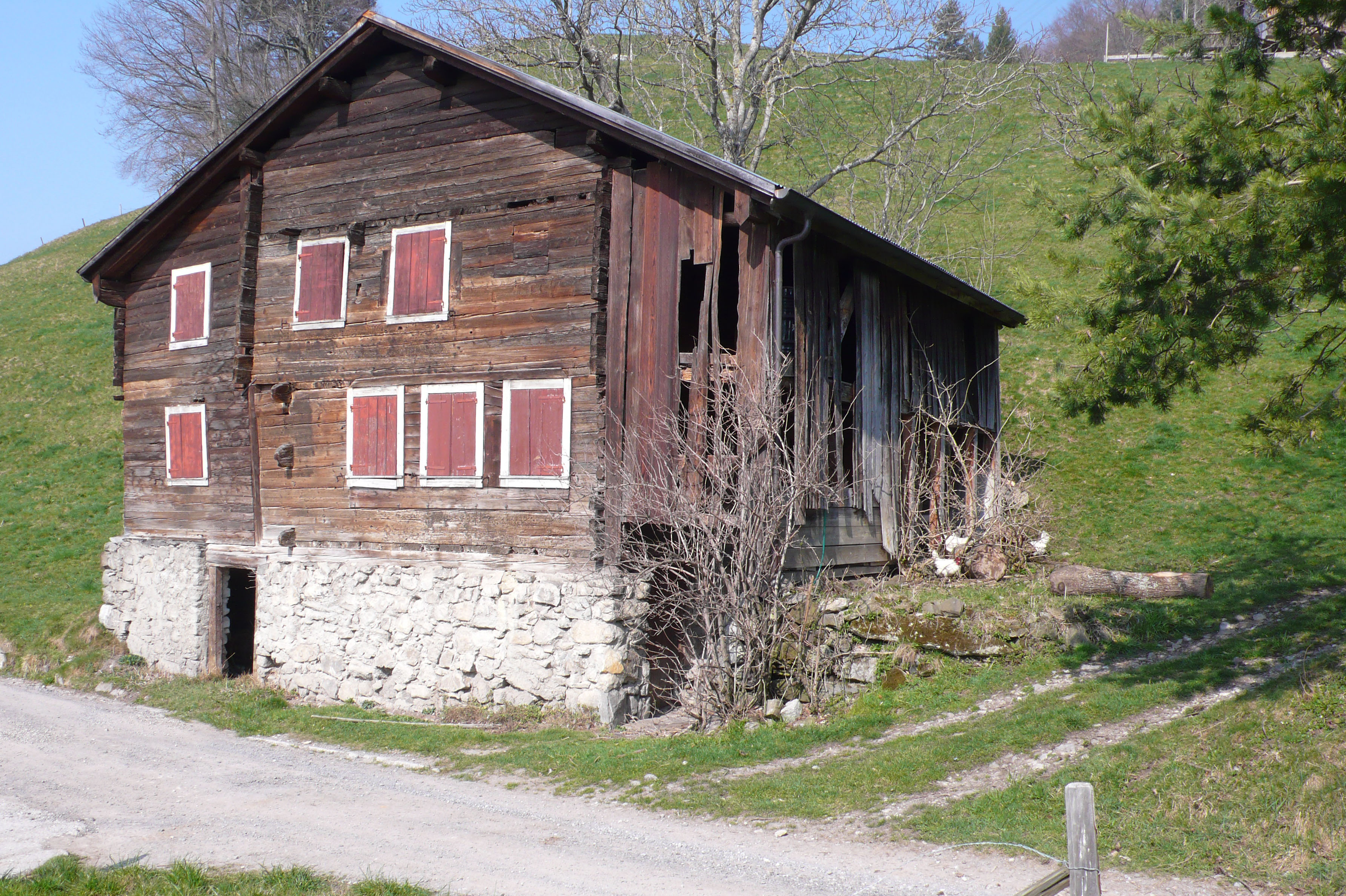
Haus Tannen in Morschach von 1341 vor der Renovation, heute Ferienhaus

Der Schweizer Heimatschutz gründete 2005 zu seinem 100-jährigen Bestehen die Stiftung Ferien im Baudenkmal, welche historisch wertvolle Bauwerke in der gesamten Schweiz übernimmt, renoviert und diese als Ferienwohnungen der breiten Öffentlichkeit vermietet.

## Heimatschutzzentrum in der Villa Patumbah
Seit 2013 befindet sich in der Villa Patumbah das Heimatschutzzentrum, das sich um die Vermittlung von Baukultur bemüht, unter anderem mit einer interaktiven Ausstellung und mit verschiedenen Vermittlungsangeboten.